# 馬爾基夫齊 (卡扎京區)
49°41′27″N 28°38′13″E / 49.69083°N 28.63694°E
馬爾基夫齊（烏克蘭語：Марківці），是烏克蘭的村落，位於該國西南部文尼察州，由赫米利尼克區負責管轄，面積0.93平方公里，海拔高度290米，2001年人口332，人口密度每平方公里355.84人。